# راهل هیرش

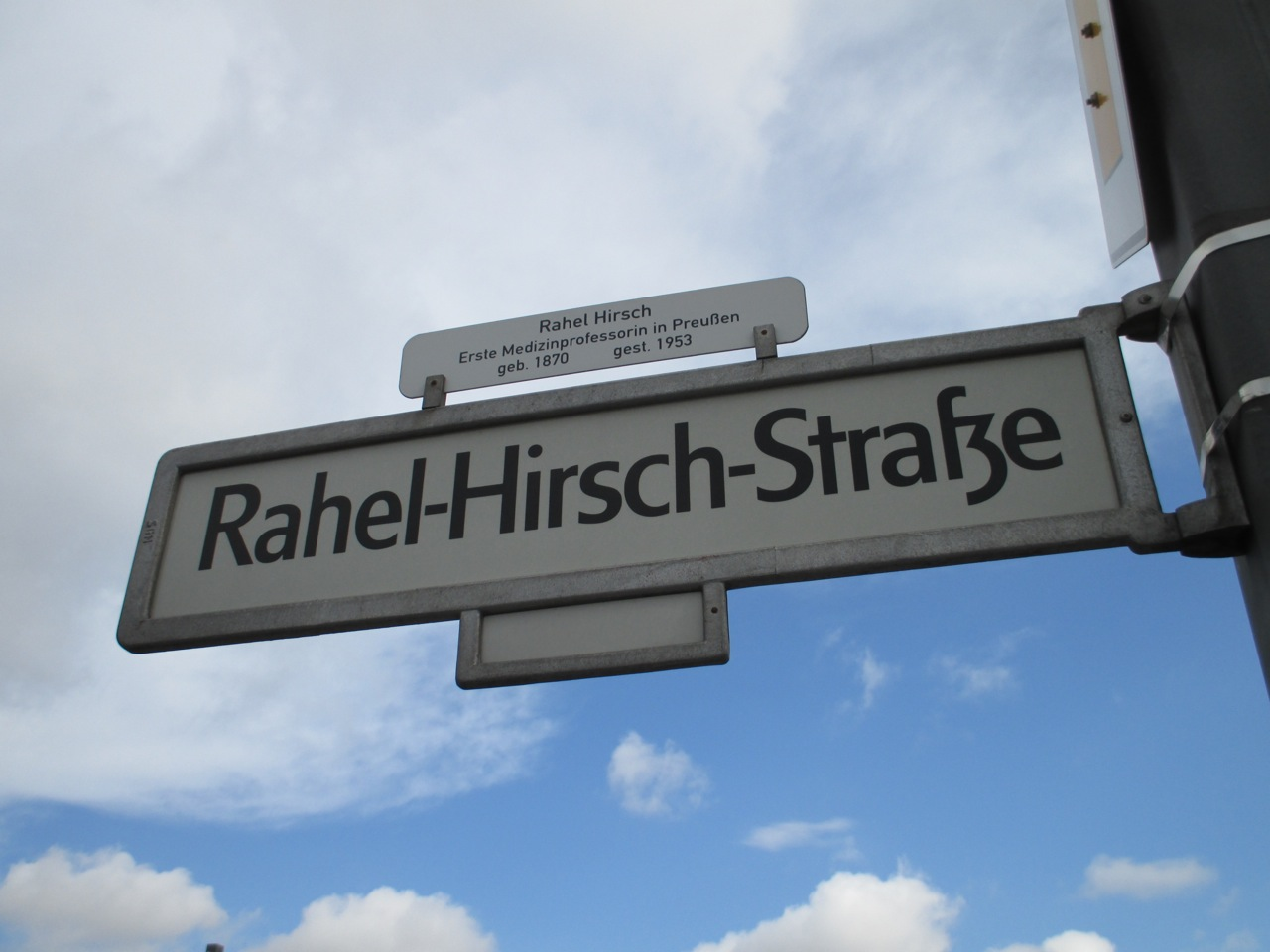
تابلوی خیابانی با نام او در برلین

راهل هیرش (آلمانی: Rahel Hirsch؛ ‏ ۱۵ سپتامبر ۱۸۷۰ – ۶ اکتبر ۱۹۵۳) پزشک اهل آلمان و استاد دانشگاه در مرکز آموزشی و بیمارستان شاریته بود. در سال ۱۹۱۳ میلادی، وی نخستین زنی بود که در پادشاهی پروس به مقام استادی پزشکی رسید.
اینک یک تندیس برنزی در سالن سخنرانی قدیمی بیمارستان شاریته به افتخار او وجود دارد. همچنین خیابانی را در برلین در مقابل ایستگاه راه‌آهن مرکزی برلین به نام او کرده‌اند تا نقش او در جامعهٔ این شهر از یاد نرود.